# Landstuhl
Landstuhl település Németországban, Rajna-vidék-Pfalz tartományban. Lakosainak száma 8305 fő (2023. december 31.).

## Népesség
A település népességének változása:
| Lakosok száma | 8507 | 8573 | 8278 | 8348 | 8348 | 8356 | 8336 | 8305 |
|               | 1975 | 2010 | 2017 | 2018 | 2019 | 2021 | 2022 | 2023 |